# نیو میدوز (آیداهو)
نیو میدوز(به انگلیسی: New Meadows) شهری در شهرستان آدامز ایالت آیداهو است که جمعیت آن در سرشماری سال ۲۰۱۰ میلادی ۴۹۶ نفر بوده است.